# 小欧韦内
小欧韦内（法語：Petit-Auverné，法語發音：[pəti.t‿ovɛʁne] ⓘ）是法国大西洋卢瓦尔省的一个市镇，位于该省东北部，临近大欧韦内，属于沙托布里扬-昂斯尼区。

## 地理
小欧韦内（47°36'36"N, 1°17'26"W）面积22.53 平方千米，位于法国卢瓦尔河地区大区大西洋卢瓦尔省，该省份为法国西北部沿海省份，位于布列塔尼半岛东南部，北起伊勒-维莱讷省，西北接莫尔比昂省，西临大西洋，南至旺代省，东临曼恩-卢瓦尔省。
与小欧韦内接壤的市镇（或旧市镇、城区）包括：埃尔布赖、拉沙佩勒格兰、大欧韦内、穆瓦东拉里维耶尔、圣于连德武旺特、瓦隆德莱德尔。

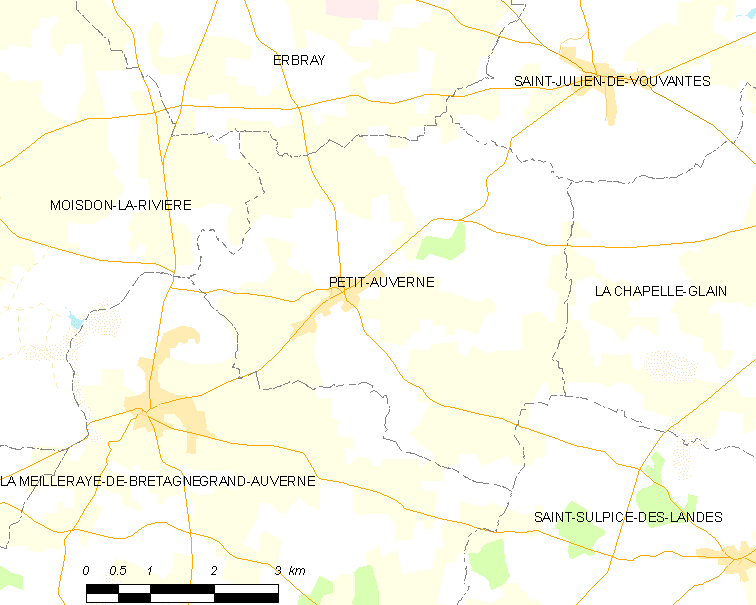
小欧韦内的OSM定位图

小欧韦内的时区为UTC+01:00、UTC+02:00（夏令时）。

## 行政
小欧韦内的邮政编码为44670，INSEE市镇编码为44121。

## 政治
小欧韦内所属的省级选区为沙托布里扬县。

## 人口

1962-2008年间小欧韦内人口变化图示

小欧韦内于2022年1月1日时的人口数量为437人。